# Bastardi a mano armata
Bastardi a mano armata è un film thriller del 2021 diretto da Gabriele Albanesi.
Il film è un remake non ufficiale del film del 1980 Vacanze per un massacro - Madness, diretto da Fernando Di Leo.

## Trama
Sergio, detenuto in un carcere in Algeria, viene scarcerato grazie all'avvocato Casagrande e rispedito in Italia per conto di un misterioso committente che gli chiede in cambio di svolgere una missione per suo conto: recuperare dei documenti importanti (relativi ad un furto avvenuto anni prima) da un'abitazione disabitata. Ma quando Sergio si reca sul posto scopre che in realtà la casa non è disabitata, ma ci vive Michele con la sua famiglia: la moglie Damiana e la figliastra Fiore. Non c'è altra scelta per Sergio che prendere in ostaggio gli abitanti della casa e iniziare la ricerca dei documenti...

## Colonna sonora
La colonna sonora è stata composta da Emanuele Frusi e pubblicata da Woodworm.
Nella scena finale del film è inserita la canzone Rebel Yell di Billy Idol.

## Distribuzione
Il film è stato distribuito su Prime Video a partire dall'11 febbraio 2021.
E' film di apertura della edizione 2021 del Noir in Festival.
Il visto censura lo classifica come vietato ai minori di 14 anni.

## Critica
Roberto Nepoti, La Repubblica:
"Tutta la seconda parte si dipana in un crescendo di ferocia sadica, che non potremmo consigliare agli spettatori di anima bella. Ciò non toglie che Bastardi a mano armata offra, a chi apprezza il genere, un intrattenimento piuttosto vivace, con il giusto numero di colpi di scena." 
Movieplayer: 
"Impregnato di violenza fisica (che bello vedere finalmente una scazzottata che non sembra fasulla) e di momenti di erotismo, quasi voyeuristici, che non sono indispensabili ma colorano il film con quella patina grezza e "di pancia" che il genere richiede, questo thriller crime centra il bersaglio risultando pienamente soddisfacente una volta arrivati ai titoli di coda." 
Il Napolista:
"Gabriele Albanesi è il regista (ed il co-sceneggiatore) di questo Bastardi a mano armata che potete vedere su Amazon Prime, che lo designa come thriller. Niente di più sbagliato: perché il film del 43enne romano è un mix originale tra noir e splatter con punte del miglior horror italiano." 
Rocco Moccagatta, FilmTV:
"Il lupo perde il pelo, ma non il vizio. Albanesi, suggestiva promessa dello splatter/horror nostrano una decina d’anni fa, torna con un film molto pulp/tarantinesco (già nel titolo, forse), ma, appena può, si butta a capofitto tra sangue e frattaglie, subito con un corpo femminile crivellato di proiettili, e poi, più oltre, uno scorticamento e un cranio sfondato con un portacenere. Alla fine, per quanto si possa stare al gioco, il colpo resta in canna (come anche nel gemello Calibro 9, sempre prodotto da Gianluca Curti e Santo Versace, sempre da Di Leo, sempre con Bocci nel cast). Manca proprio la cattiveria di una volta." 
Chiara Fedeli, Cinemonitor:
"I ‘bastardi’ del nuovo film di Gabriele Albanesi non sono quelli senza gloria tarantiniani, ma come loro sono mossi da un unico movente: la profonda sete di vendetta. Sono dei “Bastardi a mano armata” che tra una sparatoria e l’altra attuano le loro mattanze in un concentrato di violenza e di sangue che da tempo non si vedeva nel cinema nostrano." 